# Rhaconotus dabacus
Rhaconotus dabacus är en stekelart som beskrevs av Sergey A. Belokobylskij 2001. Rhaconotus dabacus ingår i släktet Rhaconotus och familjen bracksteklar. Inga underarter finns listade i Catalogue of Life.